# Nghĩa trang Nhân dân Bình An
Nghĩa trang Nhân dân Bình An, còn được gọi tắt là Nghĩa trang Bình An, Nghĩa địa Bình An, là một nghĩa trang công tọa lạc tại phường Bình An, thành phố Dĩ An, tỉnh Bình Dương, Việt Nam. Trước năm 1975, đây là một nghĩa trang quân đội trực thuộc quản lý của Quân lực Việt Nam Cộng hòa, thường được biết đến với tên gọi Nghĩa trang Quân đội Biên Hòa. Nơi đây từng là nơi chôn cất khoảng 16.000 tử sĩ của Quân lực Việt Nam Cộng hòa (chủ yếu trong hai chiến trường đẫm máu, khốc liệt nhất như Sự kiện Tết Mậu Thân và Chiến dịch Xuân – Hè 1972) cũng như các quan chức, sĩ quan cao cấp của chính thể Việt Nam Cộng hòa. Sau ngày 30 tháng 4 năm 1975, nghĩa trang này đặt dưới sự quản lý của Quân khu 7, Bộ Quốc phòng; nhiều năm bị bỏ hoang phế do không có người trông coi và chịu trách nhiệm. Cuối năm 2006, chính phủ Việt Nam đã chuyển giao quyền quản lý từ quân sự sang dân sự, một quyết định được dư luận đánh giá như một bước đi đầy ý nghĩa của chính phủ trong công cuộc hòa giải, hoà hợp dân tộc.

## Hình thành
Nghĩa trang được khởi công vào tháng 11 năm 1967, mô phỏng hình con ong, do kiến trúc sư Lê Văn Mậu phụ trách thi công đã vào giai đoạn 2, thời gian sáu năm, chi phí 100 triệu đồng tiền Việt Nam Cộng hòa (thời giá năm 1973). Nghĩa trang tọa lạc trên một đồi thấp diện tích 125 ha, được phân chia thành tám khu từ A đến I. Mặt tiền nghĩa trang có một bức tượng có tên gọi là Thương tiếc cao 5 m và được đặt trên bệ cao 3 m, do nhà điêu khắc Nguyễn Thanh Thu sáng tạo, khắc họa hình ảnh một quân nhân Việt Nam Cộng hòa cầm súng ngồi canh gác, được dựng vào năm 1966. Vào trong nghĩa trang còn có đền Tử sĩ được xây trên một ngọn đồi thấp, trước đền có cổng tam quan. Ở giữa nghĩa trang là một tháp xi măng được gọi là Nghĩa Dũng đài cao 43 m.
Theo quy hoạch, nghĩa trang có sức chứa 30.000 mộ. Cao điểm vào Tết Mậu Thân 1968 và Mùa hè đỏ lửa 1972, nghĩa trang tiếp nhận trên 10.000 chiến sĩ trận vong. Tính đến năm 1975, nghĩa trang là nơi chôn cất của 18.318 lính và sĩ quan, chiếm 1/3 diện tích nghĩa trang. Bên cạnh tiếp nhận các quân nhân tử trận, nghĩa trang còn là nơi an táng của thành viên của ba nhánh quyền lực nhà nước Việt Nam Cộng hòa (lập pháp, hành pháp và tư pháp).

## Đìu hiu hoang phế

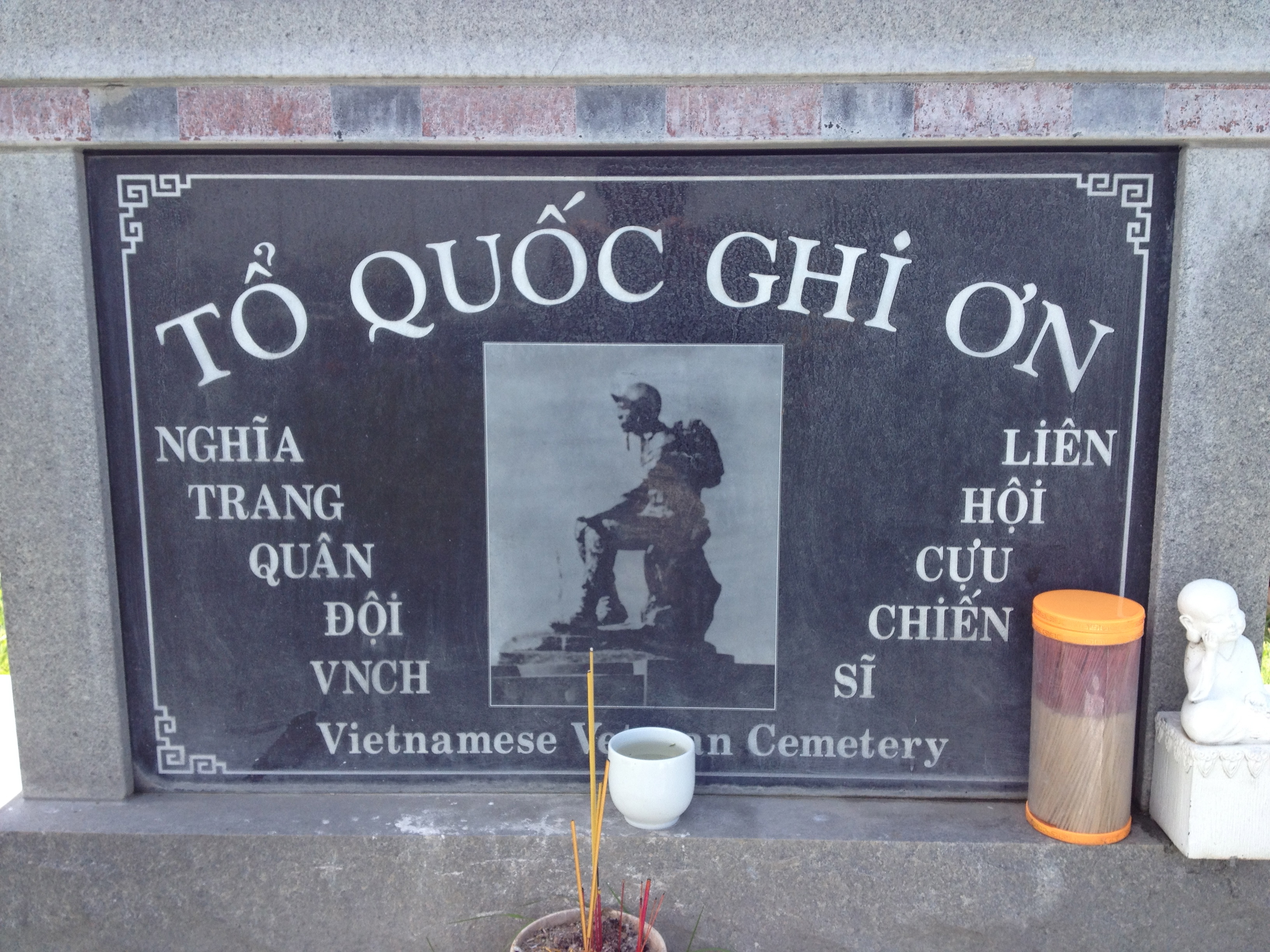
Bia đá dựng ở Westminster, California với hình pho tượng Thương tiếc cũ ở Nghĩa trang Quân đội Biên Hòa; tượng nay không còn nữa.

Sau khi chính thể Việt Nam Cộng hòa sụp đổ, nghĩa trang này được giao do Bộ Quốc phòng Việt Nam, Quân khu 7 quản lý. Với lý do là khu vực quân sự "nhạy cảm", chính quyền cấm không một ai được vào thăm mộ. Trong nhiều năm ròng, nghĩa trang không được trùng tu. Tượng Thương tiếc bị kéo đổ vào năm 1975. Nghĩa Dũng đài bị cắt cụt một đoạn. Trong một miêu tả trước đây, Tổng lãnh sự Hoa Kỳ tại thành phố Hồ Chí Minh cho biết: "Những tượng đài đổ vỡ, đường đi chỉ là đất với sỏi... Bên ngoài nghĩa trang cũng không khá hơn, cửa tiệm và nhà dân lấn đất nghĩa trang, cột đá và cầu thang trước đây là lối đi vào nghĩa trang thì nay bị cây cối, dây leo quấn hoàn toàn". Trước năm 2006, 12.000 mộ bị mất nắp xi măng.

## Dân sự hóa và sửa chữa

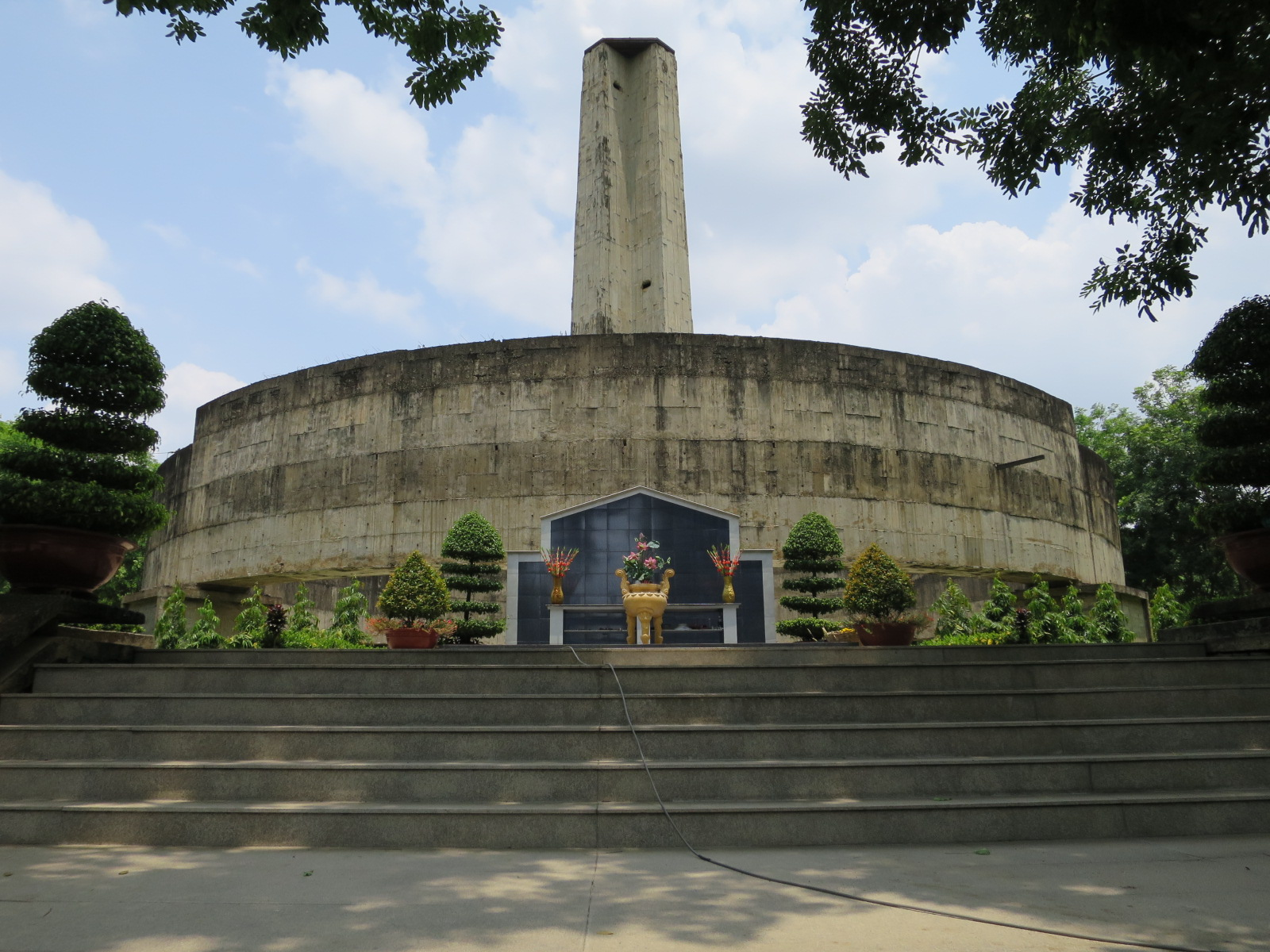
Nghĩa Dũng đài

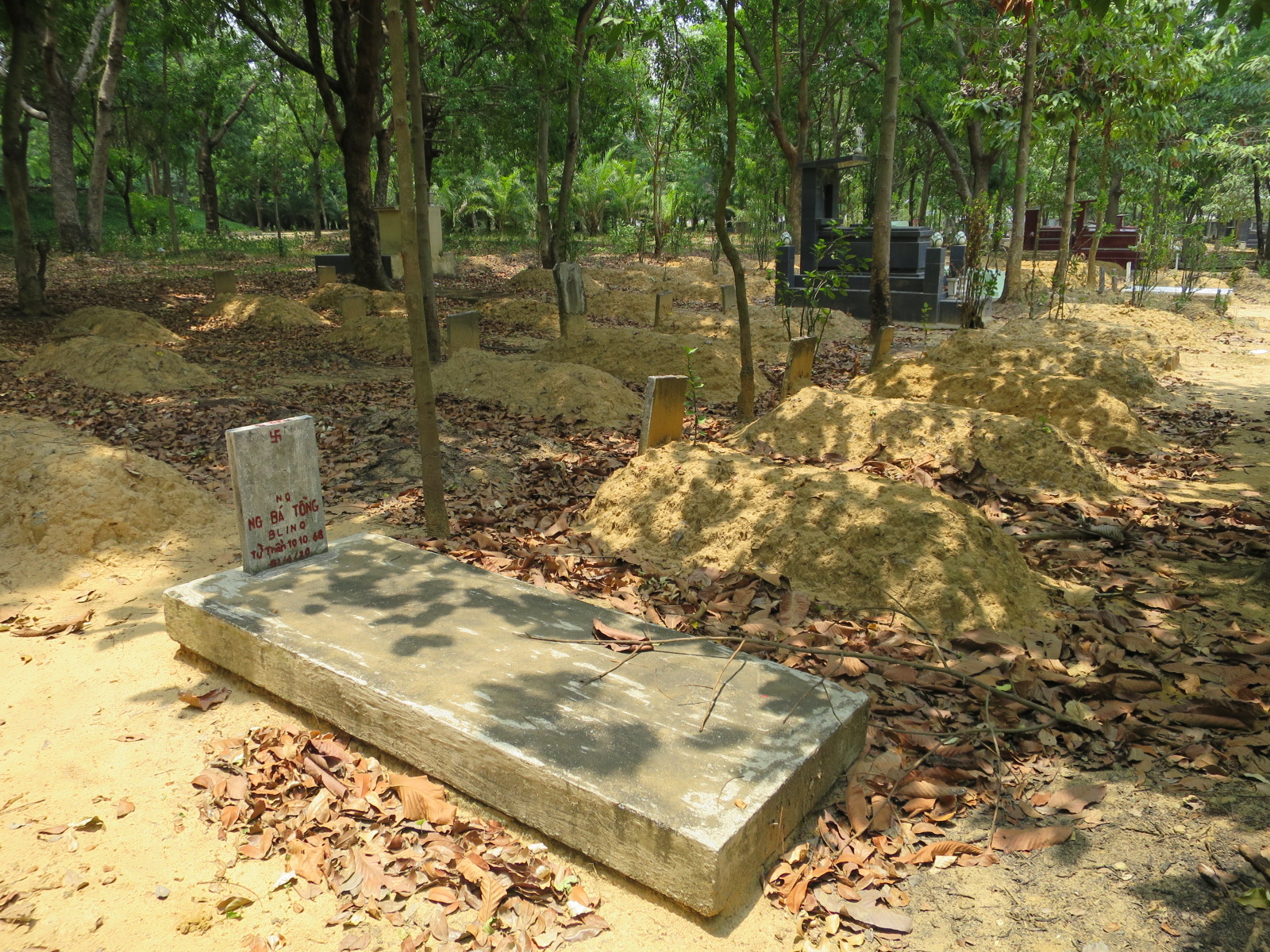
Một ngôi mộ được sửa sang lại

Nghĩa trang Quân đội Biên Hòa từ lâu đã là tâm điểm khuyến nghị của cộng đồng người Việt di tản ở hải ngoại vì họ cho rằng nhà cầm quyền Việt Nam phải tu sửa nơi chôn cất của binh sĩ chế độ cũ trước khi hòa giải hòa hợp dân tộc. Ngày 27 tháng 11 năm 2006, không lâu sau khi nhậm chức, Thủ tướng Nguyễn Tấn Dũng đã ký quyết định 1568/QĐ-TTg "đồng ý chuyển mục đích sử dụng 58 ha đất khu nghĩa địa Bình An, huyện Dĩ An, tỉnh Bình Dương do Quân khu 7, Bộ Quốc phòng quản lý sang sử dụng vào mục đích dân sự để phát triển kinh tế - xã hội tỉnh Bình Dương" và "chỉ đạo việc quản lý khu nghĩa địa Bình An bình thường như các nghĩa địa khác theo quy định của pháp luật.". Như vậy, chỉ có 1/3 diện tích nghĩa trang nơi có mộ được bàn giao, còn diện tích đất tuy thuộc nghĩa trang song chưa có mộ thì Việt Nam đã xây những công trình khác như trường dạy nghề.
Năm 2007, Phó Chủ tịch Ủy ban Nhân dân tỉnh Bình Dương bày tỏ rằng tỉnh "ủng hộ việc bà con tiến hành chỉnh trang, sửa sang lại những phần mộ ở đây để có một nghĩa trang nhân dân đẹp đẽ."
Từ đầu năm 2007, Sáng hội Việt-Mỹ (Vietnamese American Foundation - VAF) đã xây bàn bằng đá ở khu G7, được sử dụng làm chỗ thắp hương và để hoa quả cúng. Hiện nay tất cả các khu đều có bàn đá mà theo Nguyễn Đạc Thành - chủ tịch VAF - thì các bàn này là do chính quyền tỉnh Bình Dương xây. Nghĩa Dũng đài cũng được trùng tu như quét sơn, làm lại bằng gạch, trồng cây cảnh và hoa, ở phía trước có một bệ thắp hương bằng đá đen. Theo Nguyễn Quang Hạnh - chủ tịch Hội Nạng Gỗ ở Pháp - thì phía ông đã sửa sang, đắp đất lại, dọn cỏ, dựng lại những bia gãy đổ, quét vôi lại cho những mộ xi măng được 2.642 mộ và xây mới 382 mộ. Chính phủ Việt Nam cho phép thân nhân tử sĩ được tự do trùng tu phần mộ. Trong số gần 20.000 ngôi mộ trước năm 1975 thì nay chỉ còn khoảng 10.000, phân nửa đã mất bia. Khoảng 2.000 bộ hài cốt đã được thân nhân cải táng dời đi nơi khác.
Ở chiều ngược lại, chính phủ Việt Nam cũng có những động thái tích cực hơn trong thiện chí hòa giải hòa hợp dân tộc. Nhiều khu mộ không có người thân chăm sóc, lâu ngày bị lún, sụt bởi những hủy hoại của thời tiết, đã được chính quyền địa phương cấp kinh phí tu bổ, sửa sang. Ngoài ra, có một mộ tập thể nằm ở sát nghĩa trang, trên phần đất của một trường dạy nghề ở Bình An, được phép cải táng đưa vào nghĩa trang. Năm 2014, Chủ nhiệm Ủy ban Nhà nước về người Việt Nam ở nước ngoài, Thứ trưởng Ngoại giao Nguyễn Thanh Sơn, trong dịp tổ chức đoàn các kiều bào đi thăm quần đảo Trường Sa, đã dẫn đoàn đến thăm viếng nghĩa trang, chứng kiến các hoạt động tu bổ để chứng minh thiện chí của chính phủ, đồng thời phê phán những hành vi không thiện chí nhằm chia rẽ hòa giải hòa hợp dân tộc, đây cũng là những hành động thúc đẩy lớn hòa giải và hòa hợp dân tộc ở Việt Nam.

## Hải ngoại
Ở Hoa Kỳ, các cựu quân nhân Quân lực Việt Nam Cộng hòa trong cộng đồng người Mỹ gốc Việt đang quyên góp để xây một nghĩa trang mang tên Nghĩa trang Biên Hòa Hải ngoại với diện tích 55 mẫu Anh tại Adelanto, California. Dự án sẽ tốn khoảng 10 đến 20 triệu đô la Mỹ.